# Ramon de Mur
Ramon de Mur   (Tarragona, 1380 (Gregorià) - Tàrrega, 1436 (Gregorià)) va ser un pintor gòtic català representant del gòtic internacional i adscrit a l'escola tarragonina.
Fill d'una família menestral tarragonina va viure i treballar a Tàrrega, on va fer la major part de la seva obra. La seva obra més important és el retaule de l'església parroquial de Guimerà, conegut com a Retaule de Guimerà, que fou pintat entre 1402 i 1412 i avui se'n conserven 23 de les 32 taules originals al Museu Episcopal de Vic.

## Altres obres
- Retaule de Santa Llúcia (1412, per a l'església parroquial de Santa Coloma de Queralt
- Retaule de Cervera (1415-1419) de Cervera, avui només es conserva la taula central amb la Mare de Déu de la Llet amb àngels músics que és al Museu Nacional d'Art de Catalunya
- El Sant Bisbe i el donant (1420), obra atribuïda a Ramon de Mur, és al "Cleveland Museum of Art" a Ohio.
- Retaule de Sant Pere Apòstol per a l'església de Vinaixa, (1420-21), acabat per Bernat Martorell, avui dia és al Museu Diocesà de Tarragona.[2]
- Retaule de Guimerà (1402 - 1412), al Museu Episcopal de Vic

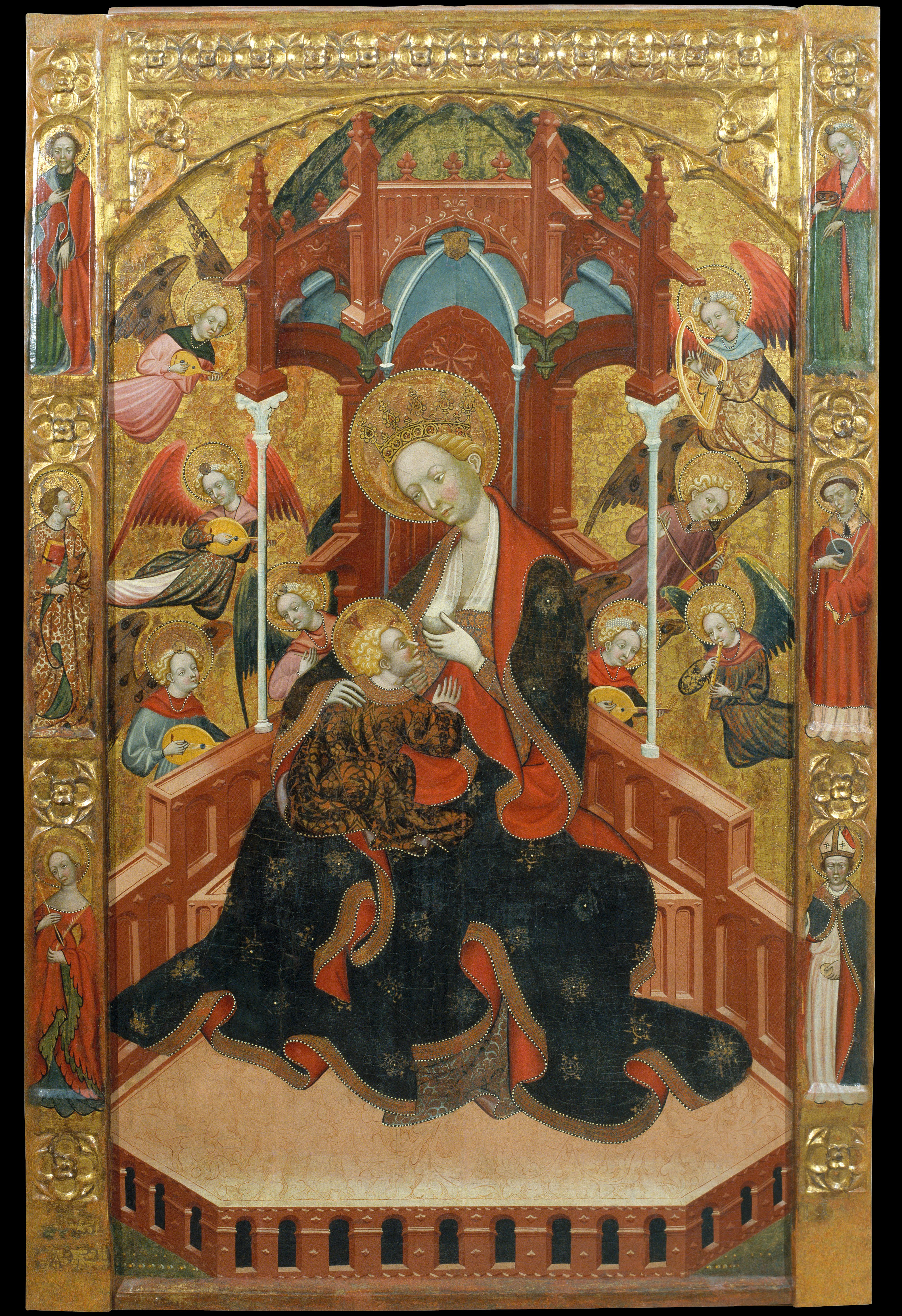
Mare de Déu de la Llet, de Ramon de Mur, procedent de l'església parroquial deSanta Maria de Cervera
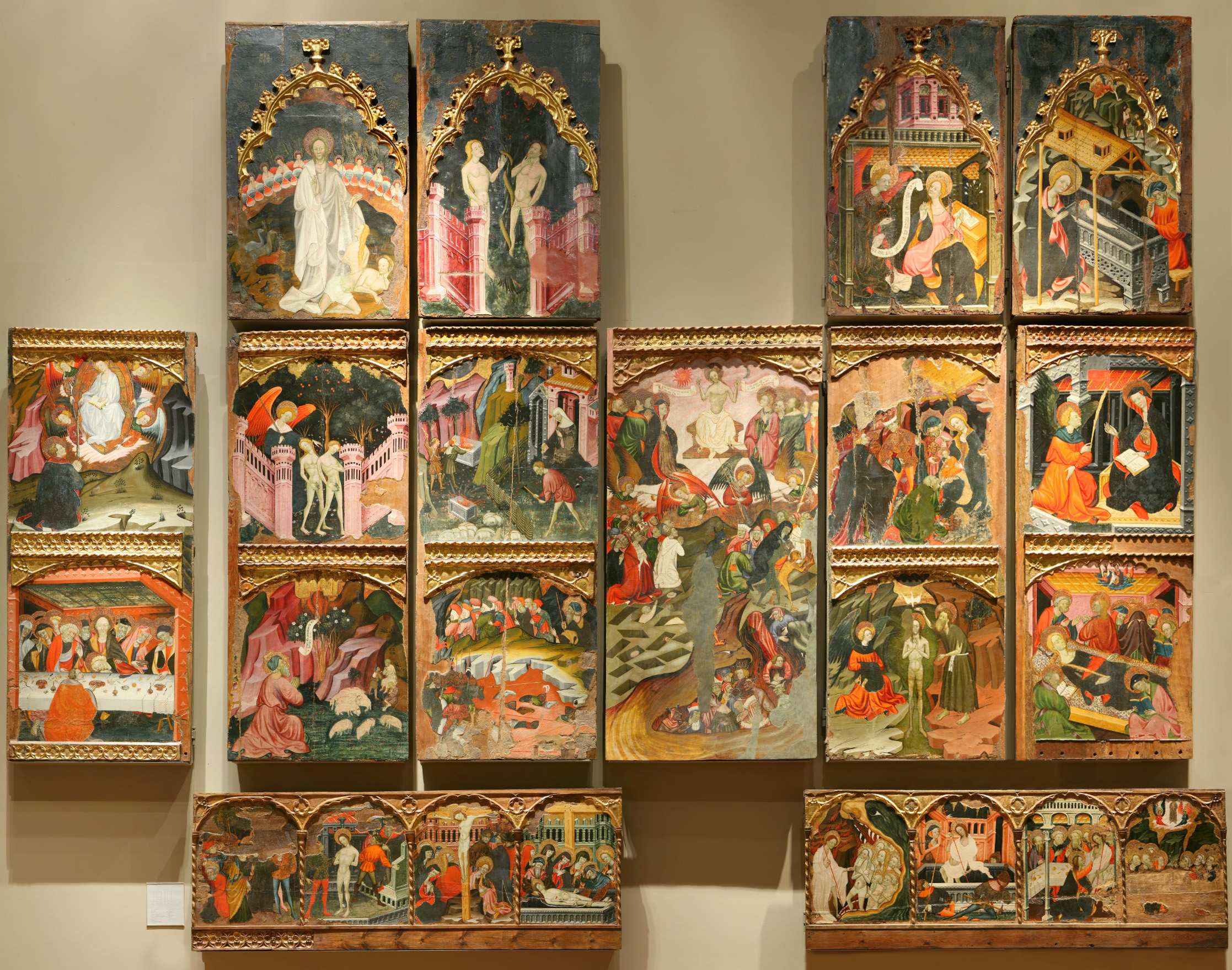
Retaule de Guimerà, actualment al museu Episcopal de Vic